# Santa Bárbara (Aliaga)

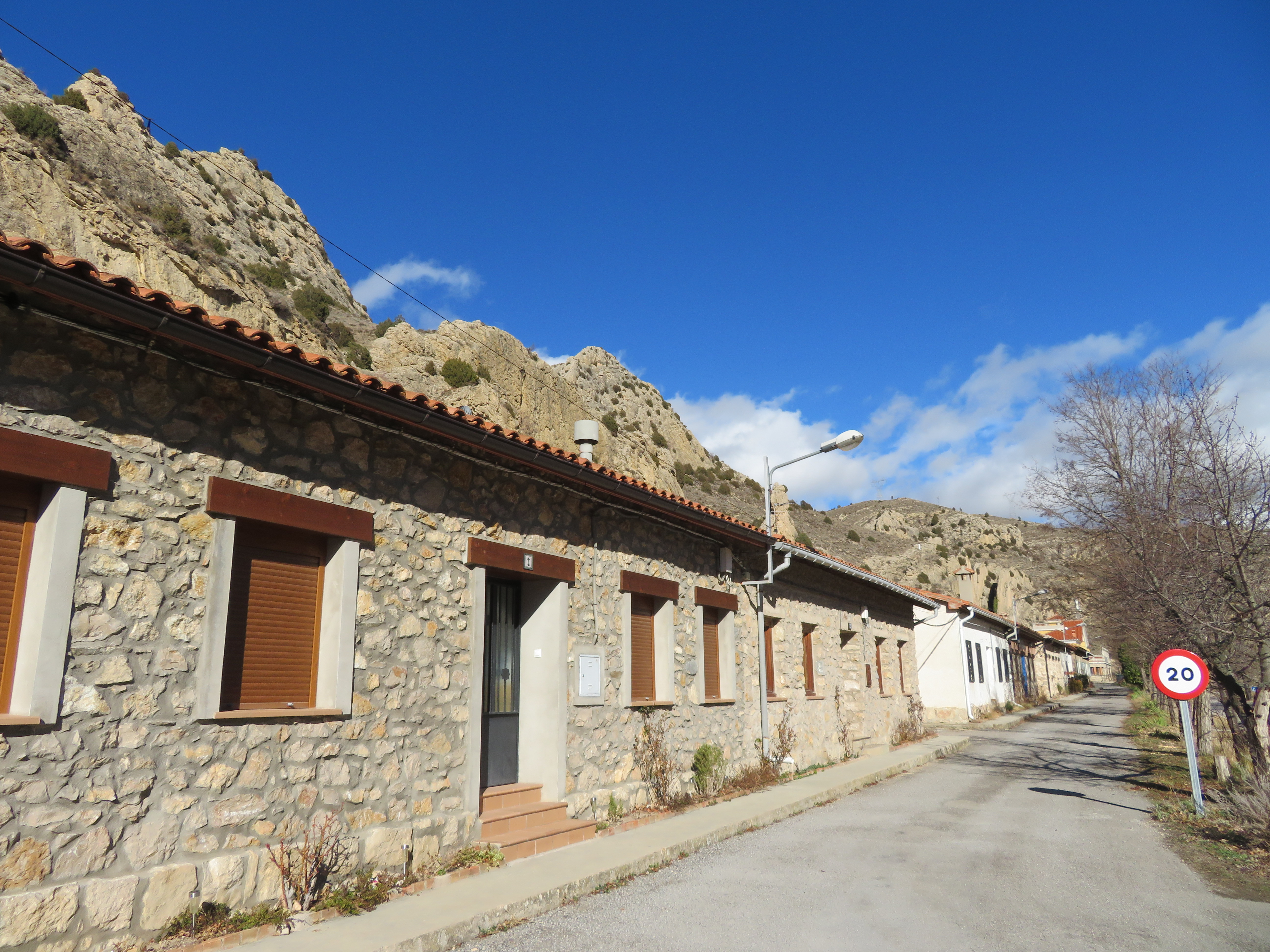
Barrio minero de Santa Bárbara (Aliaga, Teruel).

Santa Bárbara es una localidad española perteneciente al municipio de Aliaga, en las Cuencas Mineras, en la provincia de Teruel, Aragón.

## El barrio
Santa Bárbara es un barrio situado en un meandro del río de la Val, al lado de la carretera A-1403, a poco menos de 2 kilómetros de la capital municipal. Fue fundado como barriada para mineros, siendo un núcleo de casas de ladrillos rojos, parecido a Aldehuela. Solo vive 19 habitantes. 

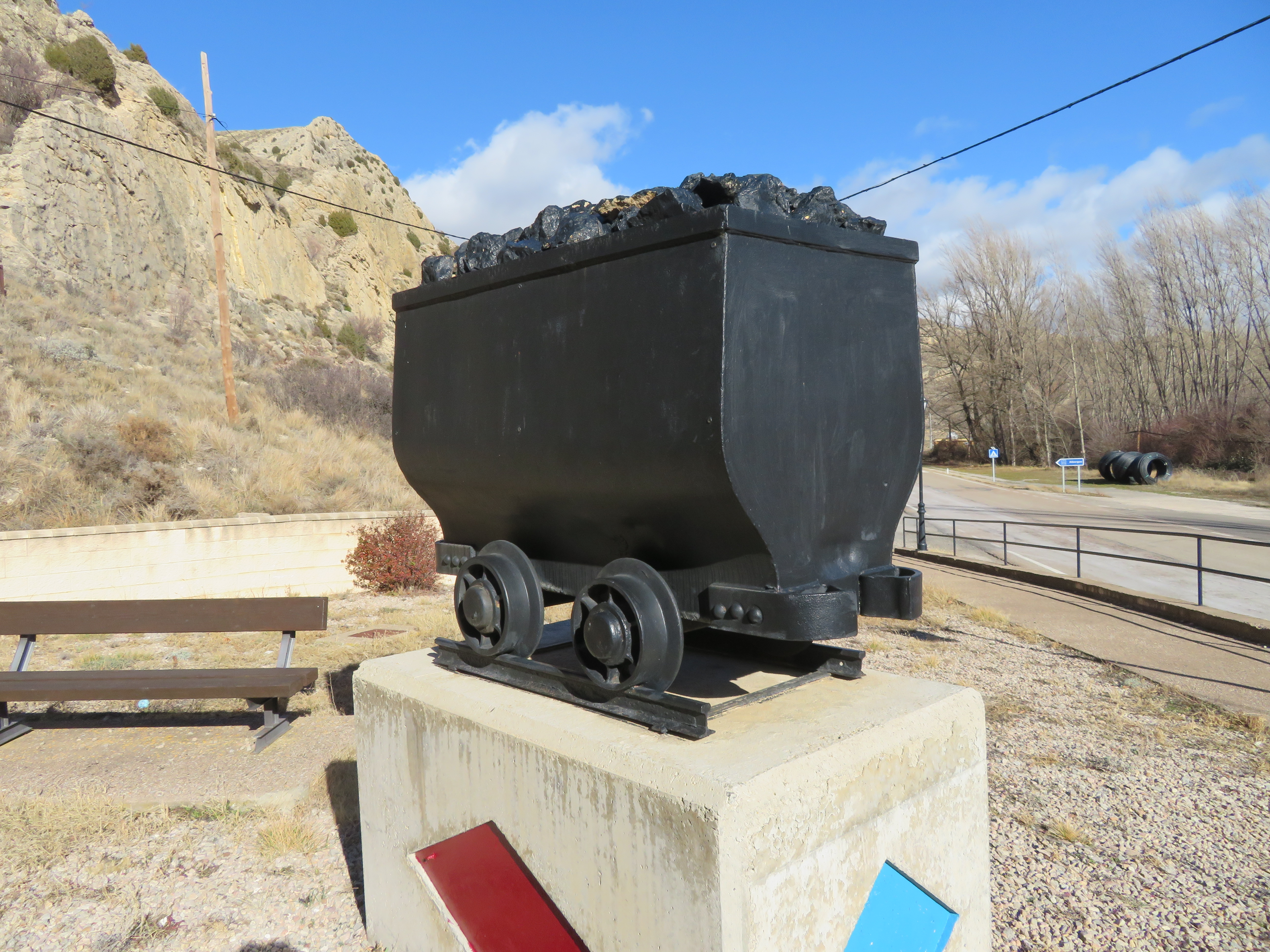
Vagoneta, carro de minero, recuerdos de la minería de carbón, Santa Bárbara (Aliaga, Teruel).

Es de fundación reciente, y no tiene algún monumento civil y religioso del lugar, aunque se debe mencionar su iglesia dedicada a Santa Bárbara, patrona de los mineros, que actualmente, es ahora un museo.  

## Entorno natural
El parque geológico de Aliaga es uno de los atractivos más importantes de la pedanía, ya que está al lado del barrio.
Existían en la zona varias explotaciones mineras, de las que se extraía un carbón de gran calidad, pero tras la ampliación de la Central Térmica de Aliaga en 1958, no fueron capaces de suministrar todo el carbón que necesitaba para su funcionamiento, iniciándose así el declive de la cuenca minera de Aliaga y el progresivo abandono de las minas de carbón.

### Minas del Salobral
Se situaba al N del poblado, en un pequeño valle. Estaba formado por un castillete con pozo vertical, y estaba de funcionamiento desde 1948 hasta su cierre en 1955. El carbón se extraía especialmente para la central térmica de Aliaga. Se accede por una pista desde Cobatillas, siendo el acceso más fácil.

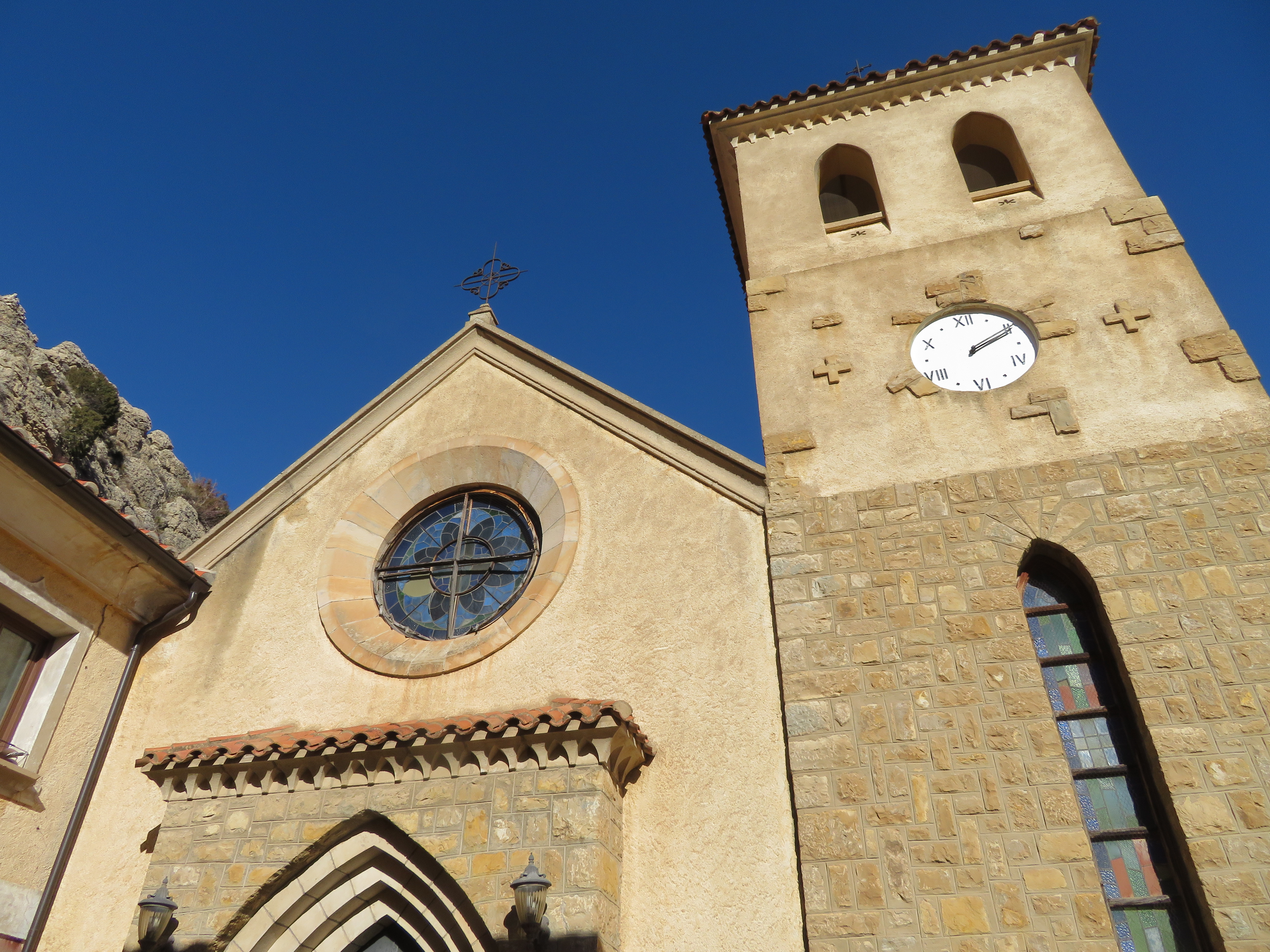
Iglesia de Santa Bárbara, patrona de los mineros. Barrio minero de Santa Bárbara de Aliaga.

### Rutas senderistas
Uno sale directo hacia Cuevas de Almudén, y otra recorre el valle sur del Guadalope.

## Enlaces externos

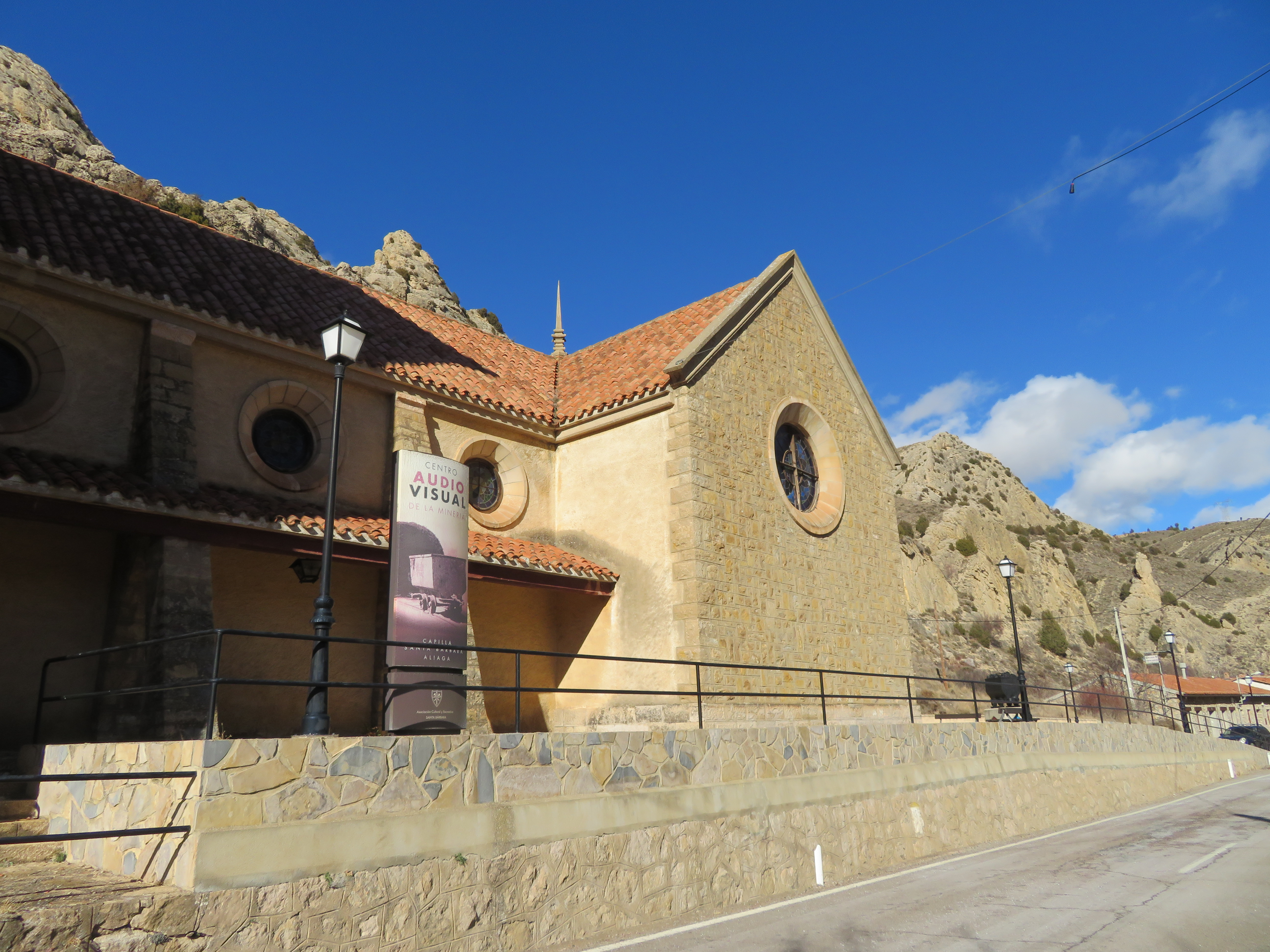
Barrio minero de Santa Bárbara (Aliaga, Teruel).